# Winterbourne Monkton
Winterbourne Monkton est une paroisse civile et un village du Wiltshire, en Angleterre.